# UniCEUB Brasilia
Maillots
L'UniCEUB BRB Brasilia était un club brésilien de basket-ball évoluant dans l'élite du championnat brésilien. Le club était basé dans la ville de Brasilia.

## Palmarès
International
- Vainqueur de la Liga Sudamericana en 2010, 2013, 2015
- Vainqueur de la FIBA Americas League en 2009

National
- Champion du Brésil en 2007, 2010, 2011, 2012